# Гофман, Павел
Павел Гофман (чеш. Pavel Hofmann; род. 29 января 1938[…], Прага) — чехословацкий гребец, выступавший за сборную Чехословакии по академической гребле в конце 1950-х — середине 1960-х годов. Бронзовый призёр летних Олимпийских игр в Токио, чемпион Европы, победитель и призёр первенств национального значения.

## Биография
Павел Гофман родился 29 января 1938 года в Праге.
Впервые заявил о себе в академической гребле на международном уровне в сезоне 1959 года, когда вошёл в состав чехословацкой национальной сборной и выступил на чемпионате Европы в Маконе, где в зачёте восьмёрок стал серебряным призёром, уступив только экипажу из Западной Германии.
В 1960 году отметился выступлением на летних Олимпийских играх в Риме — в программе распашных рулевых четвёрок сумел дойти до стадии полуфиналов.
В 1963 году побывал на чемпионате Европы в Копенгагене — вместе с напарником Владимиром Андрсом превзошёл всех соперников в парных двойках и завоевал золотую медаль.
Благодаря череде удачных выступлений удостоился права защищать честь страны на Олимпийских играх 1964 года в Токио — здесь в двойках совместно с Андрсом с первого места преодолел предварительный квалификационный этап, тогда как в решающем финальном заезде уступил экипажу из Советского Союза и в напряжённой борьбе пропустил вперёд спортсменов из США — таким образом финишировал третьим и получил бронзовую олимпийскую медаль.
После токийской Олимпиады Гофман больше не показывал сколько-нибудь значимых результатов в академической гребле на международной арене.